# 豊橋浜松道路
豊橋浜松道路（とよはしはままつどうろ）（豊浜道路）は、静岡県浜松市中央区から愛知県豊川市に至る延長約40 kmの地域高規格道路である。

## 概要
国道1号浜名バイパス、潮見バイパス、国道23号豊橋東バイパス、豊橋バイパスの前芝IC以東が含まれる。2015年に終点部が開通し全線開通した。浜名バイパス・潮見バイパスは自動車専用道路であるが、豊橋東バイパス・豊橋バイパスは自動車専用道路ではない。豊橋市以西の豊橋東バイパス・豊橋バイパス（前芝IC - 野依IC）はバイパスの総称としての名豊道路の一部をなす。豊橋バイパスのうち前芝IC以西については地域高規格道路としては蒲郡バイパス・岡崎バイパス・知立バイパス・名四バイパス（名古屋南IC - 豊明IC）とともに名豊道路の一部となる。

## 歴史
- 1994年12月16日計画路線に指定された。
- 2015年:全線開通